# Christian Hartmann (Sportwissenschaftler)
Christian Hartmann ist ein deutscher Sportwissenschafter, Hochschullehrer und Verfasser von Lehrbüchern zum Thema Sport.

## Leben
Hartmann studierte von 1974 bis 1978 an der Deutschen Hochschule für Körperkultur in Leipzig. In seiner Diplomarbeit befasste er sich mit der Testmethodik koordinativer Fähigkeiten im Volleyball. Von 1978 bis 1984 war er an der DHfK unter Günter Schnabel als wissenschaftlicher Mitarbeiter im Bereich Allgemeine Theorie und Methodik des Trainings tätig, während er nebenberuflich als Volleyballtrainer arbeitete. Von 1984 bis 1986 absolvierte er eine Aspirantur an der DHfK, seine Doktorarbeit schloss er 1987 ab. Anschließend war Hartmann an der DHfK als wissenschaftlicher Mitarbeiter sowie von 1988 bis Jahresende 1990 als Lektor des Bereichs Allgemeine Theorie und Methodik des Trainings tätig. Während der Abwicklung der Hochschule und dem Übergang eines Teils der DHfK in die neugegründete Sportwissenschaftliche Fakultät an der Universität Leipzig war Hartmann weiterhin als wissenschaftlicher Mitarbeiter tätig und leitete den Fachbereich „Technik/Koordination“ im Bereich Allgemeine Theorie und Methodik des Trainings. Darüber hinaus brachte er sich in der Übergangszeit von DHfK in die Uni Leipzig als Sprecher der Demokratisierungskommission ein, war Stellvertreter das Gründungsdekans der Sportwissenschaftlichen Fakultät an der Uni Leipzig, Mitglied der Gründungskommission und arbeitete verantwortlich an der Neukonzipierung von Studiengängen.
Von 1993 bis Ende September 1997 hatte Hartmann an der Uni Leipzig das Amt des Leiters des Institutes für Allgemeine Bewegungs- und Trainingswissenschaft inne und übernahm im Oktober 1993 im genannten Institut die Leitung des Fachgebiets Sportmotorik. In dieser Funktion war er unter anderem federführend für den Aufbau des Sportmotoriklabors zuständig. Von November 1996 bis Oktober 2002 sowie ab Juli 2010 gehörte er dem Fakultätsrat an. Zwischen November 1996 und Oktober 2002 saß er zudem im Konzil der Universität Leipzig.
Darüber hinaus ist Hartmann seit 1992 als Gutachter im Auftrag des Sächsischen Staatsministeriums für Kultus und Sport tätig und innerhalb dieser Aufgabe unter anderem für die Abiturfragen für den Leistungskurs Sport an Gymnasien verantwortlich.
Ab 2002 gehörte Hartmann der Redaktion der Zeitschrift Leipziger Sportwissenschaftliche Beiträge an. Er wirkte im Rahmen der Kooperationsgesellschaft für Leipziger Sportwissenschaft (KOLESPO) am Aufbau einer sportwissenschaftlichen Zusammenarbeit mit Japan mit und führte innerhalb dieser Kooperation jährliche Kurse für japanische Sportwissenschaftler und -funktionäre durch. Er war an der Uni Leipzig Mitgründer des Projekts „Sport und Medien“.
Zu Hartmanns Forschungsschwerpunkten zählen Aspekte der koordinativen Fähigkeiten, sportmotorische Testverfahren, die sporttechnische Ausbildung, Bewegung im Alter, Bewegungsbeobachtung und -analyse, Lateralitätsforschung, Körperwahrnehmung und -erfahrung sowie motorische Entwicklung.
Gemeinsam mit Hans-Joachim Minow, Kerstin Strunk, Gunar Senf und Ingo Froböse brachte er 2002 das Buch „Bewegung und Training. Grundlagen und Methodik für Physio- und Sporttherapeuten“ heraus. Mit Senf und Minow verfasste er das 2010 erschienene Lehrbuch „Sport verstehen - Sport erleben: Bewegungs- und trainingswissenschaftliche Grundlagen“.